# Света Петка (Буковик)
Вижте пояснителната страница за други значения на Света Петка.
„Света Петка“ или „Света Параскева“ (на гръцки: Aγίας Παρασκευής) е православна църква в леринското село Буковик (Оксия), Егейска Македония, Гърция. Храмът е част от Леринската, Преспанска и Еордейска епархия.

## Местоположение
Църквата е разположена северозападно от селото, на средата на пътя за Лънги (Микролимни).

## История
Църквата е построена в 1868 година. Според други мнения храмът трябва да е по-скар от 1865 година, когато са правени добавки към първоначалното ядро.
Като образец на забележителна църковна архитектура и живопис от времето си църквата е обявена за исторически паметник и паметник на изкуството в 1987 година.

## Описание
В архитектурно отношение е еднокорабната църква с полуцилиндричен свод. От външната източна страна, над свода на светилището, има изсечен в плоча кръст, а вътре не са оцелели образци от иконографията на църквата.